# Vinneuf
Vinneuf je francouzská obec v departementu Yonne v regionu Burgundsko-Franche-Comté. V roce 2012 zde žilo 1 387 obyvatel.

## Poloha obce
Obec leží u hranic departementu Yonne s departementem Seine-et-Marne, tedy i u hranic regionu Burgundsko-Franche-Comté s regionem Île-de-France. Sousední obce jsou: Balloy (Seine-et-Marne), Bazoches-lès-Bray (Seine-et-Marne), Courlon-sur-Yonne, Gravon (Seine-et-Marne), Champigny, Chaumont, Misy-sur-Yonne (Seine-et-Marne) a Villeblevin.

## Vývoj počtu obyvatel
Počet obyvatel 